# Modern femkamp vid olympiska sommarspelen 1968
Resultat från tävlingarna i modern femkamp vid olympiska spelen 1968. 

## Medaljörer
| Spel                     | Guld                                          | Silver                                                        | Brons                                                         |
| Individuellt Detaljer... | Björn Ferm Sverige                            | András Balczó Ungern                                          | Pavel Lednyov Sovjetunionen                                   |
| Lag Detaljer...          | Ungern András Balczó István Móna Ferenc Török | Sovjetunionen Boris Onisjtjenko Pavel Lednyov Stasys Šaparnis | Frankrike Raoul Gueguen Lucien Guiguet Jean-Pierre Giudicelli |

## Medaljtabell
| Pl. | Nation        | Guld | Silver | Brons | Totalt |
| --- | ------------- | ---- | ------ | ----- | ------ |
| 1   | Ungern        | 1    | 1      | 0     | 2      |
| 2   | Sverige       | 1    | 0      | 0     | 1      |
| 3   | Sovjetunionen | 0    | 1      | 1     | 2      |
| 4   | Frankrike     | 0    | 0      | 1     | 1      |

## Deltagande nationer
| - Australien (3) - Österrike (3) - Bulgarien (3) - Tjeckoslovakien (1) - Danmark (1) - Östtyskland (3) | - Finland (3) - Frankrike (3) - Storbritannien (3) - Ungern (3) - Italien (3) - Japan (3) | - Mexiko (3) - Sovjetunionen (3) - Sverige (3) - Schweiz (1) - USA (3) - Västtyskland (3) |